# 1204 Renzia
1204 Renzia (1931 TE) là một tiểu hành tinh bay qua Sao Hỏa được phát hiện ngày 6 tháng 10 năm 1931 bởi K. Reinmuth ở Heidelberg.